# Pazar (Rize)
Pour les articles homonymes, voir Pazar.

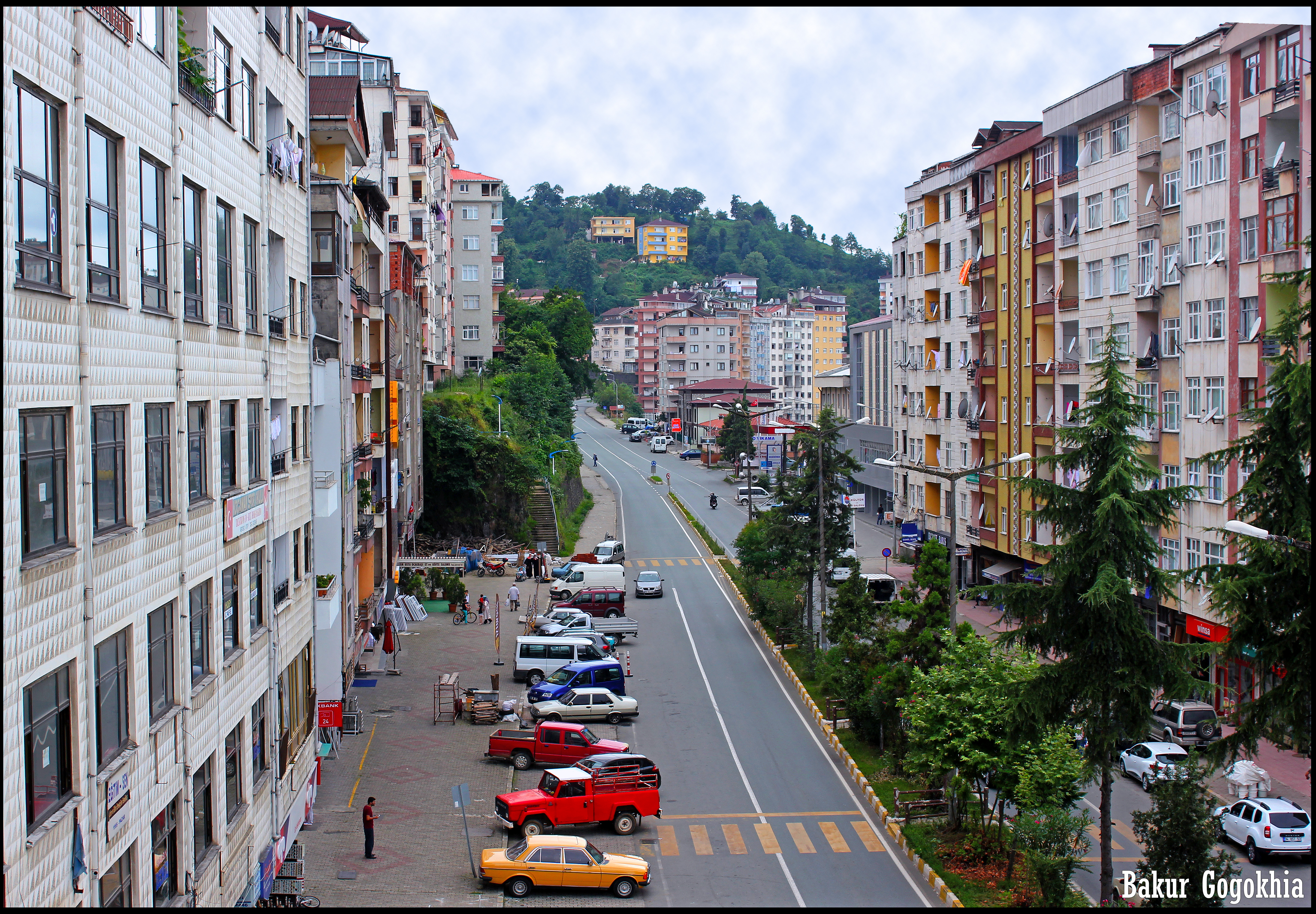
A view of Pazar district

Pazar est une ville et un district de la province de Rize dans la région de la mer Noire en Turquie.